# Tubulin

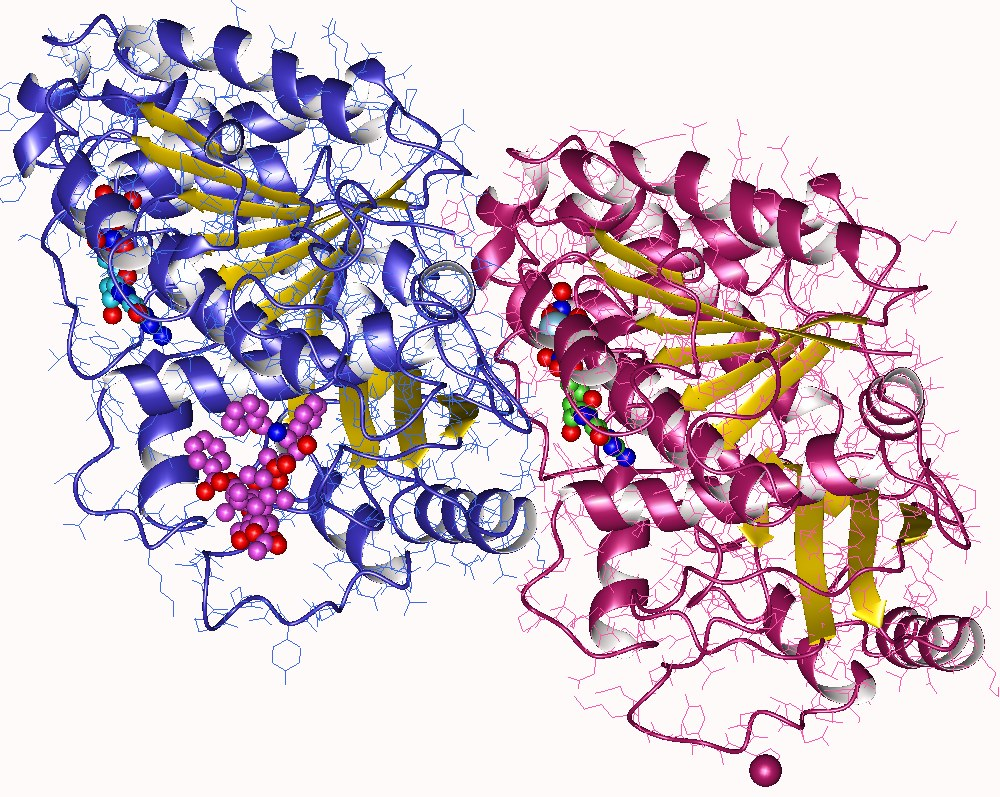
Tubulin AB heterodimer, Bos taurus.

Tubulin är ett av flera små klotformiga proteiner. De är viktiga beståndsdelar i mikrotubulerna, som är en del av cellskelettet.

### Webbkällor
- ”Tubulin”. Svensk MeSH. Karolinska Institutet. https://mesh.kib.ki.se/term/D014404/tubulin. Läst 30 september 2020.